# Wjaczesław Bobrow
Wjaczesław Wołodymyrowycz Bobrow (ukr. В'ячеслав Володимирович Бобров; ur. 19 września 1992 w Doniecku) – ukraiński koszykarz, występujący na pozycji niskiego skrzydłowego, reprezentant kraju, obecnie zawodnik Nanterre 92.

## Osiągnięcia
Stan na 30 kwietnia 2022, na podstawie, o ile nie zaznaczono inaczej.

### Drużynowe
- Mistrz:
  - Ligi Bałtyckiej (2018)
  - Ukrainy (2009, 2010)
- Zdobywca pucharu:
  - Ukrainy (2009)
  - Superligi (2012)
- Finalista Pucharu Superligi (2011)
- Uczestnik rozgrywek międzynarodowych:
  - Eurocup (2009–2011)
  - EuroChallenge (2013/2014)
  - ligi VTB (2009–2011)
- Awans do II ligi francuskiej (2017 – LNB Pro B)

### Indywidualne
- Zaliczony do I składu kolejki ligi ukraińskiej (1 – 2013/2014)
- Uczestnik Adidas Eurocampu (2013)

### Reprezentacja
Seniorska
- Uczestnik:
  - mistrzostw Europy (2017 – 15. miejsce)
  - kwalifikacji:
    - europejskich do mistrzostw świata (2017, 2021)
    - do Eurobasketu (2013, 2017, 2019)

Młodzieżowe
- Uczestnik mistrzostw Europy:
  - U–20 (2011 – 11. miejsce, 2012 – 12. miejsce)
  - U–18 (2009 – 14. miejsce, 2010 – 14. miejsce)
  - U–16 (2008 – 9. miejsce)